# Lepidosaphes agalegae
Lepidosaphes agalegae är en insektsart som först beskrevs av Mamet 1974.  Lepidosaphes agalegae ingår i släktet Lepidosaphes och familjen pansarsköldlöss. Inga underarter finns listade i Catalogue of Life.